# Tiquitaca
El tiquitaca és un estil de joc en el futbol que es caracteritza per l'ús de passades curtes i precises en les transicions, recerca constant de l'espai, el moviment ràpid de la pilota i el manteniment de la possessió. Va sorgir a Espanya a finals dels 2000.

## Origen del mot[2]
El mot “tiquitaca” va sorgir en una disputa dialèctica entre Angel Cappa i Javier Clemente després que aquest es mofos d'un article publicat per Cappa en “El País” l'any 1994 titulat “el tiqui y el toque” convertint-lo en “tiki-taka”. Però fou el periodista i locutor espanyol Andres Montes qui elogiant l'estil de joc de la selecció espanyola en un partit l'any 2006 va popularitzar el mot “tiquitaca” a nivell mundial arribant a inclús a que aparegui en el diccionari d'Oxford.

## Origen de l'estil de joc[5]
El tiquitaca és l'evolució del “futbol total”, un estil de joc que va ser posat en pràctica per la selecció neerlandesa dirigida per Rinus Michels als anys 70, va ser molt important l'arribada de Cruyff com a entrenador del Barça l'any 1988 ja que va portar aquest estil a la Lliga espanyola. El neerlandès va convertir aquesta fórmula en la filosofia del futbol club Barcelona, que encara segueix a dia d'avui. Posteriorment aquest estil de joc seria perfeccionat per Luis Aragonés, Pep Guardiola i Vicente del Bosque, entre d'altres. El tiquitaca es va fer conegut quan la selecció espanyola dirigida per Luis Aragonés va guanyar l'Eurocopa l'any 2008. També va ser posat en pràctica quan la roja dirigida per Vicente del Bosque va guanyar la copa del món l'any 2010. El Barça del 2009 dirigit per Guardiola és considerat per molts el millor equip en posar el tiquitaca en pràctica de la història, en aquell any van guanyar competicions com la Champions League, La Lliga i la Copa del Rei, entre d'altres.

## Característiques de l'estil de joc
El tiquitaca es caracteritza per l'ús continu de passes curts i precisos que permeten a l'equip mantenir la possessió de la pilota fins a generar ocasions de gol. Perquè la tàctica funcioni els defenses i els mitgcampistes hauran de començar amb una triangulació (conjunt de passes) ràpida, i quan l'equip rival deixi algún espai filtrar un passe al davanter perquè faci gol. Si l'equip rival juga molt tancat en defensa i no es pot filtrar un pase al davanter directament, s'haurà de jugar per les bandes aprofitant la velocitat dels extrems i els laterals, i quan els defenses vagin a cobrir al extrem o lateral fer un passe directe al davanter que s'haurà quedat desmarcat o fer un passe enrere a algún migcampista perquè provi de xutar o passar-li al davanter. Les formacions més utilitzades i més efectives per posar en pràctica el tiquitaca son el 4-3-3, el 4-5-1 i el 3-4-3 ja que acumulen forces jugador al mig del camp que son els que fan efectiu aquest estil de joc.

## Entrenadors més representatius
Al llarg de la història hi ha hagut varios entrenadors de futbol que han posat en pràctica l'estil de joc tiquitaca, però alguns han destacat més que d'altres pels títols que han guanyat o pel nivell al que l'han jugat.

### Johan Cruyff
Va jugar al Barça entre el 1973 i 1978, és considerat per molts un del millors jugadors de la història ja que va guanyar la pilota d'or en 3 ocasions. Va ser entrenador del Barça entre el 1988 i 1996 any en què es va retirar. També va entrenar a altres equips con l'Ajax d'Amsterdam, però al Barça va ser on va guanyar els títols més importants: 4 Lligues, una Copa del Rei i una Copa d'Europa. És considerat per molts un dels entrenadors més importants del futbol club Barcelona ja que la filosofia que va implementar la podem veure encara a dia d'avui en el club barceloní.

### Luis Aragonés
Va ser jugador de futbol entre l'any 1958 i 1974, any en què va passar de jugador a entrenador en el Atlètic de Madrid. En la seva carrera com a futbolista va jugar en equips com el Oviedo, l'Atlètic de Madrid i el Betis, entre d'altres, a l'Atlètic va ser on va destacar més. Com a entrenador va entrenar al Sevilla, Valencia, Barça i Atlètic de Madrid, entre d'altres, però on va destacar més va ser com a seleccionador de la selecció espanyola arribant a guanyar l'Eurocopa l'any 2008 utilitzant l'estil de joc del tiquitaca.

### Josep Guardiola
Va ser un jugador important al “dream team” del Barça dirigit per Johan Cruyff arribant a guanyar 4 Lligues seguides, també va jugar en altres equips com el Brescia i la Roma a Itàlia. L'any 2006 va decidir acabar la seva carrera com a jugador, un any després va començar a entrenar als nois del Barça B. A finals de la temporada 2007-2008 el president del club Joan Laporta, amb el projecte de Rijkaard ja esgotat, va confiar en Guardiola per fer-se càrrec del primer equip. Va ser el tècnic del club 4 temporades (2008-2012) i va guanyar 14 títols entre els que es poden destacar 2 Champions, 3 Lligues i 2 copes del Rei, entre d'altres. L'any més victoriós de l'equip català va ser el 2009 en el que van aconseguir ser l'únic equip de la història en guanyar el sextet (sis títols en una temporada). Després del seu pas pel Barça va començar a entrenar al Bayern de Múnic equip en el que també va guanyar alguns títols, actualment és l'entrenador del Manchester City.

### Vicente del Bosque
Va ser un jugador del futbol espanyol jugant en equips com el Reial Madrid, el Córdoba i el Castellón, entre d'altres. L'any 1984 va decidir acabar la seva carrera com a futbolista i va començar com a entrenador en les categories inferiors del Real Madrid. Després d'haver entrenat al primer equip en ocasions esporàdiques, l'any 2000 es va fer oficial el seu contracte com a entrenador del club. Al 2003 Florentino Pérez va decidir no prolongar el seu contracte i del Bosque després del seu pas pel Besiktas i el Cádiz va ser nomenat l'any 2008 com a seleccionador nacional d'Espanya. Al 2009 va aconseguir la classificació al mundial de Sud-àfrica del 2010 guanyant tots els partits classificatoris. El seu major assoliment com a seleccionador va ser alçar la copa del món sent la primera vegada que la selecció espanyola arriba a la final i la primera vegada que guanya el campionat.

## Equips més significatius
El tiquitaca és un estil de joc que pot resultar efectiu si és jugat per equips que aconsegueixen dominar-lo. Un exemple clar és el Barça de Guardiola que és considerat per molts el millor tiquitaca de la història, arribant a guanyar fins a 6 títols en una temporada.

### River Plate
En la dècada dels anys 40 va ser nomenada com La Maquina arribant a guanyar 10 títols sota les ordres de Renato Cesarini i més tard Carlos Peucelle. L'equip argentí és sovintment catalogat com a pionera del Futbol Total que va posar en pràctica la selecció hungara als anys 50 i la selecció neerlandesa als anys 70.

### Selecció hongaresa
Va ser denominada com a Equipo de Oro pel característic estil de joc que van posar en pràctica en la dècada dels 50. Van aconseguir un rècord que encara no ha estat superat anotant 27 gols en el mundial de l'any 1954. També van aconseguir una ratxa de 32 partits consecutius sense perdre.

### Selecció neerlandesa
L'equip dirigit per Rinus Michels i liderat per Johan Cruyff va ser distingit pel denominat Futbol Total que van dur a terme en la dècada dels 70 quedant subcampions en dos mundials consecutius (1974 i 1978). L'estil de joc que van jugar va ser característic perquè els jugadors no tenien una posició concreta dins del camp, tots defensaven i atacaven.

### Selecció espanyola
El conjunt espanyol, conegut també pel sobrenom de la Roja, és considerada pionera del tiquitaca modern guanyant una copa del món i dues Eurocopas posant en pràctica l'estil de joc. Ha participat en el mundial en 15 ocasions desde 1934 però només una vegada ha arribat a la final i la van guanyar. La Roja ha participat en 5 finals de l'Eurocopa i ha alçat el títol en 4 ocasions.

### Futbol club Barcelona
El Barça del 2009 és considerat per molts el millor equip de la història sent l'únic conjunt que ha aconseguit guanyar el sextet, 6 títols en una temporada. L'equip barcelonés seguia les ordres de Guardiola que va seguir la filosofia de joc abans implementada per Cruyff, el tiquitaca. Aquesta filosofia encara segueix a dia d'avui i és un dels pocs equips que queden que juguen aquest estil de joc, això és perquè ara és més efectiu un joc més físic.